# Goudoumaria (Departement)
Goudoumaria ist ein Departement in der Region Diffa in Niger.

## Geographie

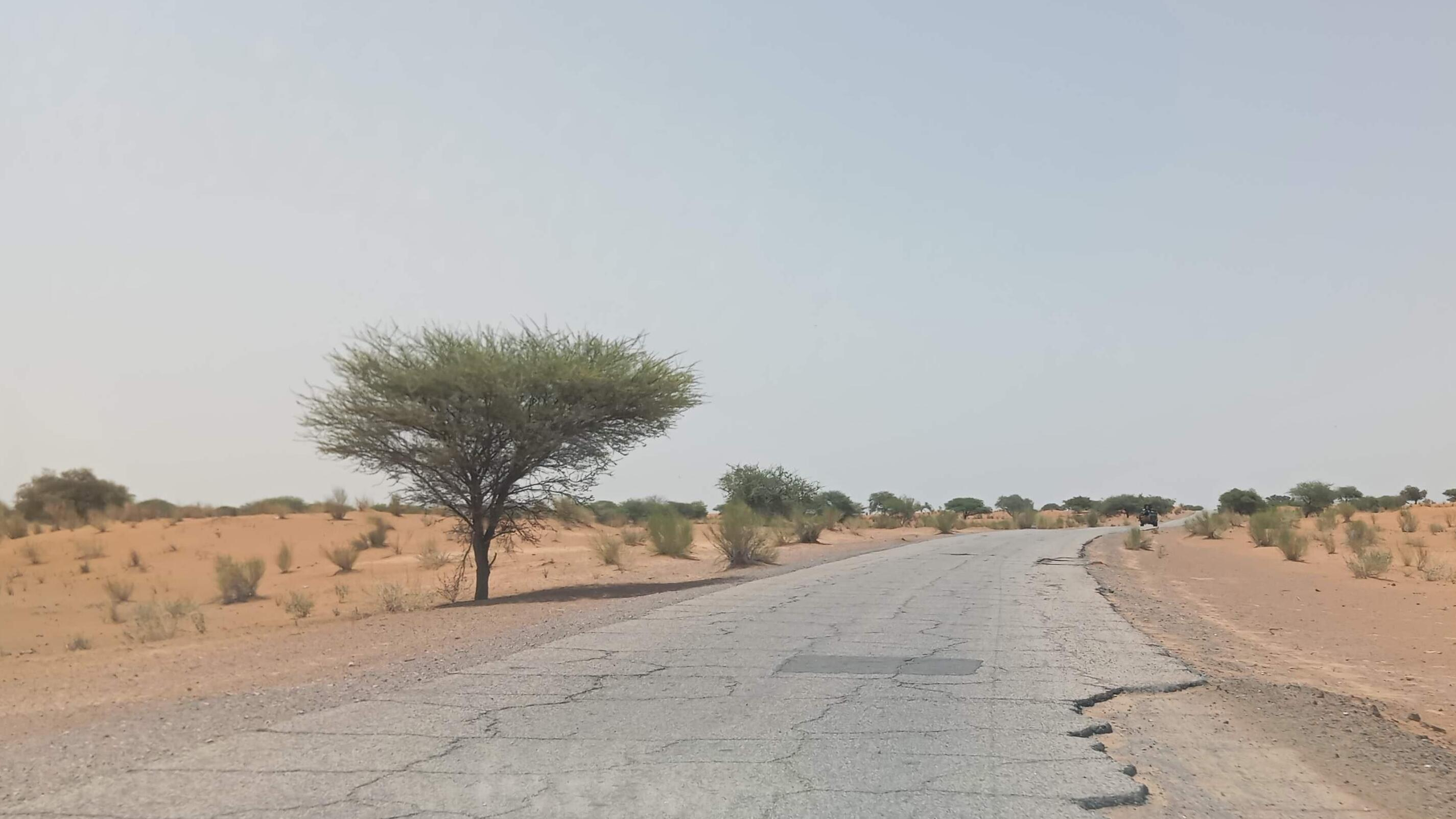
Nationalstraße 1 im Departement Goudoumaria (2024)

Das Departement liegt in der Landschaft Manga im Südosten des Landes und grenzt an Nigeria. Es erstreckt sich über das Gebiet der gleichnamigen Landgemeinde Goudoumaria.

## Geschichte
Das Departement geht auf den Verwaltungsposten (poste administratif) von Goudoumaria zurück, der 1964 errichtet wurde. 2011 wurde der Verwaltungsposten aus dem Departement Maïné-Soroa herausgelöst und zum Departement Goudoumaria erhoben.

## Bevölkerung
Das Departement Goudoumaria hat gemäß der Volkszählung 2012 100.559 Einwohner. Von 2001 bis 2012 stieg die Einwohnerzahl jährlich durchschnittlich um 4,3 % (landesweit: 3,9 %).

## Verwaltung
An der Spitze des Departements steht ein Präfekt (französisch: préfet), der vom Ministerrat auf Vorschlag des Innenministers ernannt wird.
| Amtszeit                      | Name                                                       |
| ----------------------------- | ---------------------------------------------------------- |
| 29. Feb. 2012 – 4. Dez. 2013  | Abdoulkarim Mohamed                                        |
| 4. Dez. 2013 – 29. Jul. 2016  | Arouna Adamou                                              |
| 29. Jul. 2016 – 23. Mär. 2017 | Ibrahim Assane                                             |
| 23. Mär. 2017 – 9. Okt. 2018  | Fougou Boukar                                              |
| 9. Okt. 2018 – 15. Nov. 2018  | Issoufou Sido Abdou (alias Issoufou Siddo Abdou)           |
| 15. Nov. 2018 – 30. Nov. 2018 | Fougou Boukar                                              |
| 30. Nov. 2018 – 26. Jul. 2019 | Abdoul Moumouni Ghousmane (alias Ghousmane Abdoulmoumoune) |
| 26. Jul. 2019 – 8. Nov. 2021  | Ousmane Koussouri                                          |
| 8. Nov. 2021 – 21. Sep. 2023  | Lassane Maman Laré                                         |
| seit 21. Sep. 2023            | Adamou Ibrahim Souley                                      |